# Malary (Kliczkowy)
Malary (dodatkowa nazwa w j. kaszub. Malarë) – część wsi Kliczkowy w Polsce, położona w województwie pomorskim, w powiecie kościerskim, w gminie Karsin.
Malary leżą na obrzeżach Wdzydzkiego Parku Krajobrazowego w kompleksie leśnym Borów Tucholskich. Malary są częścią składową sołectwa Górki.
W Malarach urodził się Marian Mokwa, polski malarz marynista.
W latach 1975–1998 Malary należały administracyjnie do województwa gdańskiego.